# Vasile Mârza
Vasile Mârza (* 30. Dezember 1902 in Șipote, Kreis Iași; † 10. November 1995 in Iași) war ein Arzt, Hochschullehrer und Politiker der Rumänischen Kommunistischen Partei PCR (Partidul Comunist Român), der unter anderem zwischen 1947 und 1948 Botschafter in Belgien sowie von 1948 bis 1952 Gesundheitsminister war.

## Leben
Vasile Mârza begann nach dem Schulbesuch 1921 ein Studium der Medizin an der Medizinischen Fakultät der Universität Iași, das er 1927 abschloss. Noch während Studiums wurde er 1922 Mitarbeiter des dortigen Krankenhauses Spitalul Sfântul Spiridon und schloss 1927 seine Promotion zum Doktor der Medizin ab. 1925 trat er der damaligen Kommunistischen Partei PCdR (Partidul Comunist din România) als Mitglied bei und wurde 1930 Lektor (Șef de lucrări) an der Medizinischen Fakultät der Universität Iași. 1932 ging er nach Frankreich und wurde dort zunächst Mitarbeiter des Instituts für Histologie der Fakultät für Medizin der Universität Lyon sowie zwischen 1938 und 1939 Mitarbeiter im Labor für Pathologische Anatomie der Medizinischen Fakultät der Universität von Paris.
Auf der Nationalkonferenz (Conferința Națională), die vom 16. bis 22. Oktober 1945 stattfand, wurde Mârza Mitglied des ZK der PCdR und gehörte diesem Gremium bis zum 23. Februar 1948 an. Nachdem er zunächst im Laboratorium für Histologie der Medizinischen Fakultät der Universität Iași gearbeitet hatte, wurde er 1946 Sekretär des Komitees der PCdR in der Region Moldau. Er war für den Wahlkreis Iași zwischen 1946 und 1948 Mitglied der Abgeordnetenkammer (Adunarea Deputaților) sowie zugleich zwischen 1947 und 1948 außerordentlicher und bevollmächtigter Botschafter in Belgien. 1947 übernahm er zudem eine Professur für Biologie am Medizinischen und Pharmazeutischen Institut Iași und lehrte dort bis 1952.
Am 28. August 1948 löste er Florica Bagdasar als Gesundheitsminister (Ministrul sănătății) im vierten Kabinett Groza ab. Dieses Ministeramt bekleidete er auch im ersten Kabinett Gheorghiu-Dej vom 2. Juni bis zum 23. August 1952, woraufhin Octavian Berlogea ihn ablöste. Er wurde am 1. November 1948 Mitglied der Rumänischen Akademie (Academia Română). Nach dem Ausscheiden aus der Regierung übernahm er zwischen 1952 und 1957 eine Professur für Biologie an der Medizinischen und Pharmazeutischen Universität Carol Davila. 1952 wurde er außerdem Mitglied der Großen Nationalversammlung (Marea Adunare Națională) und vertrat dort bis 1957 den Wahlkreis Ciurea. Des Weiteren fungierte er zwischen 1955 und 1956 als Präsident des Roten Kreuzes (Societatea Națională de Cruce Roșie din România).
Vasile Mârza übernahm 1957 eine Professur für Histologie am Medizinischen und Pharmazeutischen Institut Iași und lehrte dort bis zu seiner Emeritierung 1972. Er fungierte zwischen 1959 und 1963 zudem als Präsident der dortigen Zweigstelle der Rumänischen Akademie. Er wurde auf dem Neunten Parteitag der PCR (19. bis 24. Juli 1965) noch einmal zum Mitglied des ZK der PCR gewählt und gehörte dem Gremium nunmehr bis zum 12. August 1969 an. Auf dem Zehnten Parteitag der PCR (6. bis 12. August 1969) wurde er nur noch Kandidat des ZK und behielt diese Funktion bis zum 28. November 1974. Für seine langjährigen Verdienste erhielt er 1962 den Titel Held der sozialistischen Arbeit (Erou al Muncii Socialiste) und die Goldene Medaille „Sichel und Hammer“ (Medalia de aur secera si ciocanul) sowie 1963 den Stern der Volksrepublik Rumänien Erster Klasse (Ordinul Steaua Republicii Populare Române).

## Veröffentlichungen
- Histochimie du spermatozoide, 1930
- Histophysiologie de l'ovogenèse, 1938
- Embriotrofia, 1954
- Biomorfologia corticalei ovariene la mamifere, 1972
- Morfogeneza vitelusului, Mitautorin Maria E. Teodorescu, 1972